# El Evangelio según san Mateo
El Evangelio según san Mateo (título original en italiano: Il Vangelo secondo Matteo) es una película ítalo-francesa de 1964. Escrita y dirigida por Pier Paolo Pasolini, producida por Alfredo Bini y con Enrique Irazoqui como actor principal. La obra retrata la vida de Jesucristo (desde su nacimiento hasta su resurrección) tal como es narrada en el Evangelio de san Mateo.
En el 2015, L'Osservatore Romano la definió como la mejor película sobre Jesucristo.
El diálogo está extraído directamente del Evangelio de san Mateo, por considerarlo el más concreto de los cuatro evangelios.

## Argumento
Un ángel anuncia a José que su esposa, María, una mujer virgen, está esperando al Hijo de Dios, Jesús, por obra del Espíritu Santo. 
Cuando nace el niño, los Reyes Magos van a adorarlo. Pero los libros sagrados del pueblo judío son conocidos por Herodes, el rey, que, temeroso de que el niño pueda convertirse en el libertador que ha de acabar con el poder de Roma, da orden de que se mate a todos los recién nacidos. 
Años después, Jesús se acerca a su primo Juan, que bautiza a la gente en el Jordán. Al salir del agua Jesús, los cielos se abren y se oye una voz que dice: «Este es mi hijo muy amado, en quien me complazco». 
Después, Jesús se retira al desierto durante cuarenta días y cuarenta noches, luego de los cuales se va a anunciar la buena palabra o Evangelio con algunos discípulos. Recorre las ciudades y pueblos de Judea y Galilea, anunciando la llegada del Reino de Dios y realizando milagros. Traicionado por Judas, muere crucificado en el Gólgota. Cierra los ojos en una luz resplandeciente y resucita tres días después.

## Reparto

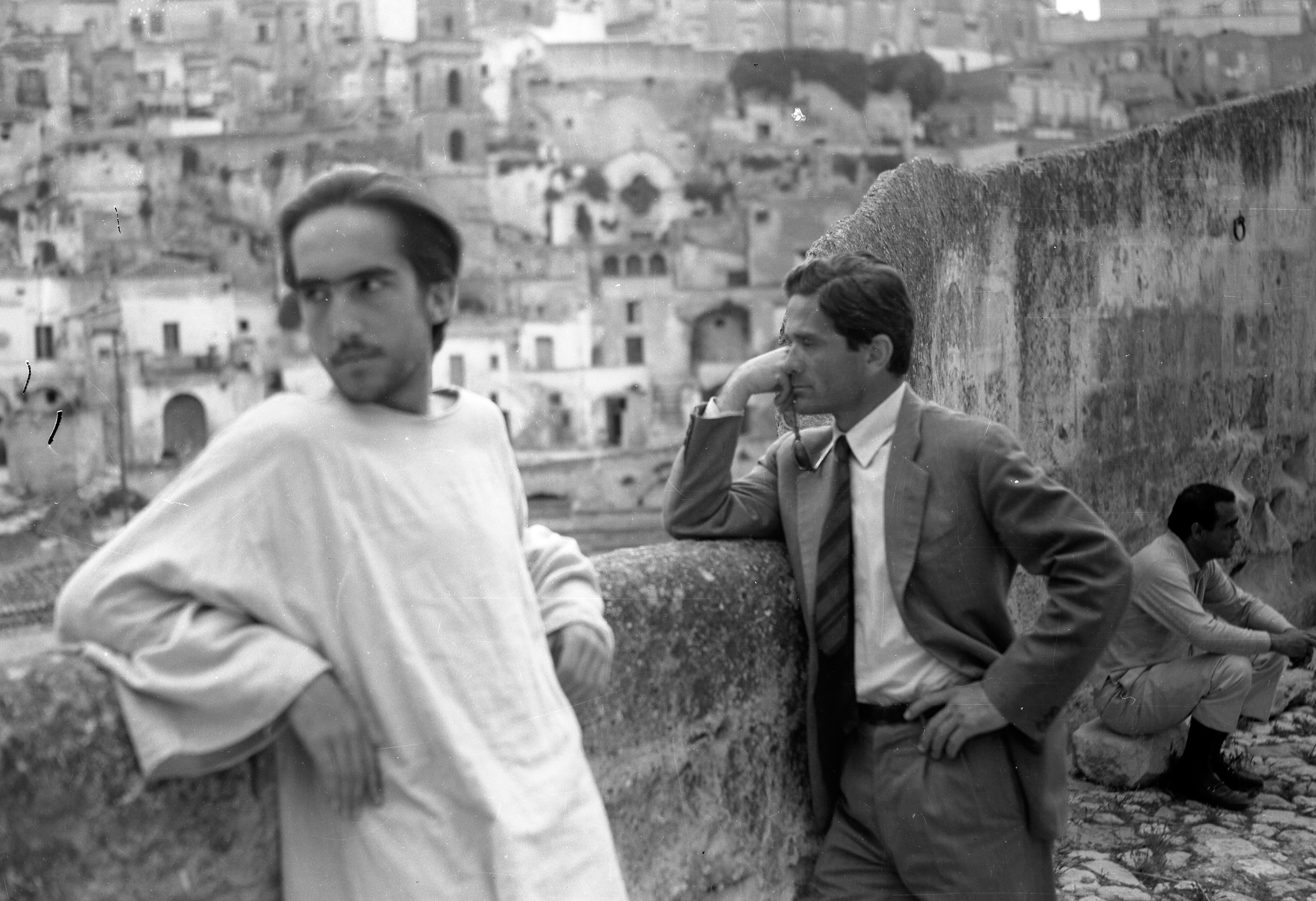
El actor principal (Enrique Irazoqui), con el director de la película (Pier Paolo Pasolini) y su ayudante (Maurizio Lucidi),
en un descanso del rodaje en Matera

- Enrique Irazoqui: Jesucristo (con la voz de Enrico Maria Salerno).
- Margherita Caruso: María (joven).
- Susanna Pasolini: María (anciana).
- Marcello Morante: José.
- Mario Socrate: Juan el Bautista.
- Settimio Di Porto: Pedro.
- Alfonso Gatto: Andrés.
- Luigi Barbini: Santiago el Mayor.
- Giacomo Morante: Juan.
- Giorgio Agamben: Felipe.
- Guido Cerretani: Bartolomé.
- Rosario Migale: Tomás.
- Ferruccio Nuzzo: Mateo.
- Marcello Galdini: Santiago, hijo de Alfeo.
- Elio Spaziani: Tadeo.
- Enzo Siciliano: Simón.
- Otello Sestili: Judas.
- Rodolfo Wilcock: Caifás.
- Alessandro Clerici: Poncio Pilato.
- Amerigo Bevilacqua: Herodes I.
- Francesco Leonetti: Herodes Antipas.
- Franca Cupiane: Herodías.
- Paola Tedesco: Salomé.
- Rossana Di Rocco: el arcángel Gabriel.
- Renato Terra: el endemoniado.
- Eliseo Boschi: José de Arimatea.
- Natalia Ginzburg: María de Betania.

## Premios
- Festival de Cine de Venecia:

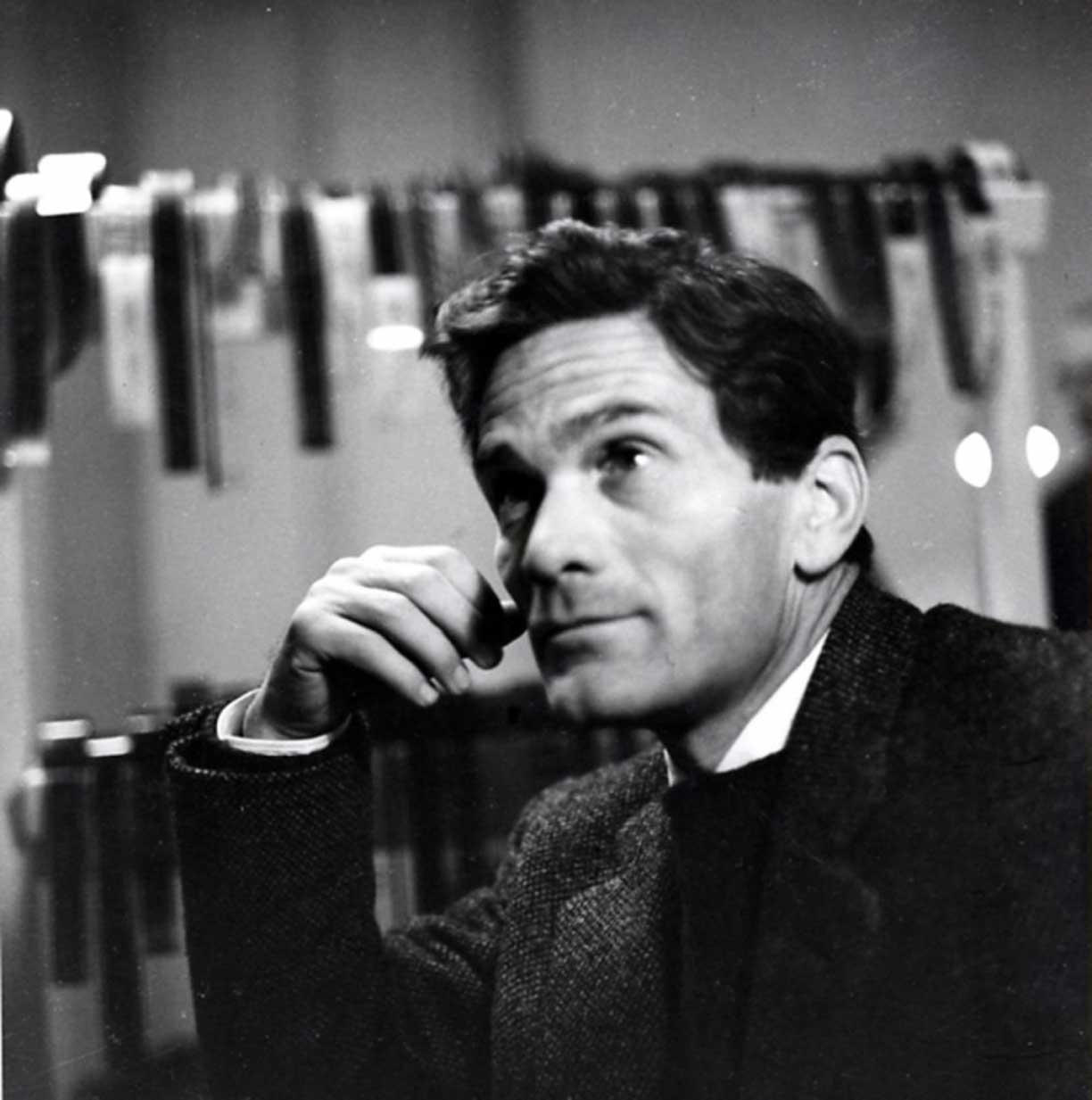
Pasolini durante el rodaje de la película.

  - Premio OCIC 1964 (Pier Paolo Pasolini).
  - Premio León de Plata-Gran Premio del Jurado 1964 (Pier Paolo Pasolini, compartido).
- Premio Nastro d'argento 1965 a la mejor fotografía, al mejor vestuario y el mejor director.
- Premio Jussi 1968 al mejor director extranjero.
- Candidaturas a Oscar
  - Mejor orquestación de música – adaptación o tratamiento

Il Vangelo secondo Matteo (El Evangelio según San Mateo) Luis Enríquez Bacalov
- - Mejor dirección de arte - Blanco y negro

Il Vangelo secondo Matteo (El Evangelio según San Mateo) Luigi Scaccianoce
- - Mejor diseño de vestuario - Blanco y negro

Il Vangelo secondo Matteo (El Evangelio según San Mateo) Danilo Donati

## Lugares de rodaje

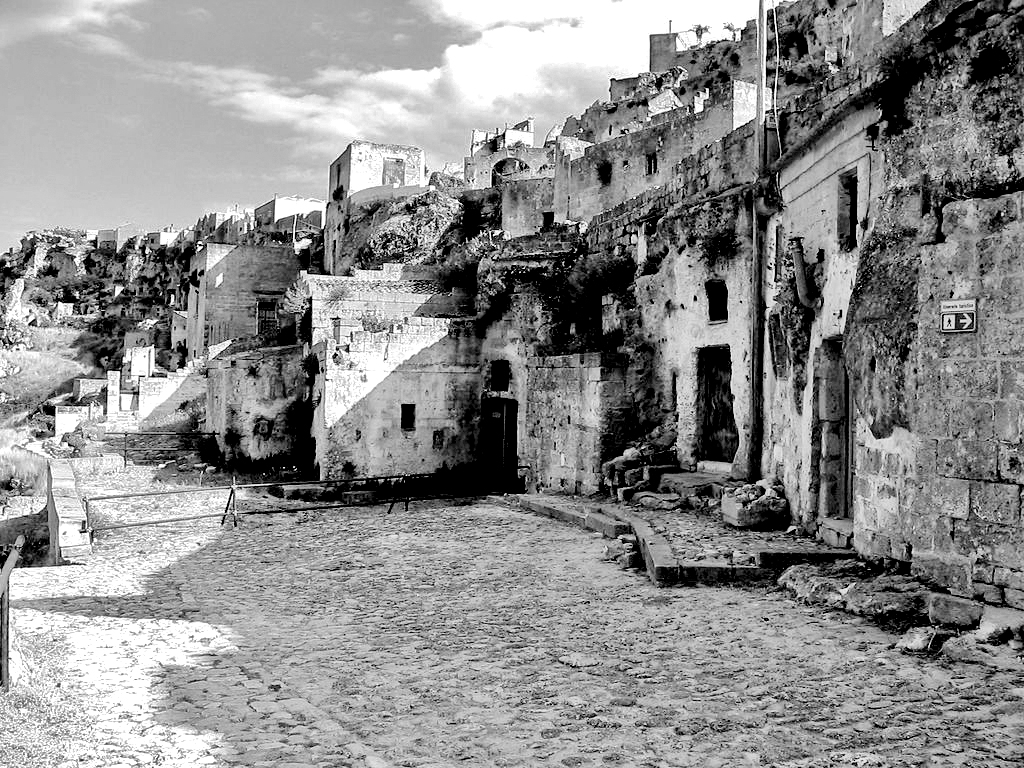
Matera.

Castel Lagopesole, Matera, Barile (Potenza), Ginosa y Massafra (Tarento), Le Castella (Isola di Capo Rizzuto) y Gioia del Colle (Bari). El productor de la película, Alfredo Bini, quiso haber rodado la película en Tierra Santa, pero, tras un viaje de Pasolini a Palestina e Israel (del que queda el testimonio de su documental Sopralluoghi in Palestina), se decidió escoger los lugares de exteriores de la película íntegramente en el sur de Italia.